# Agrilus bilineatus
Agrilus bilineatus es una especie de insecto del género Agrilus, familia Buprestidae, orden Coleoptera. Fue descrita por Weber, 1801.
Mide 4-10 mm. Habita el este de Estados Unidos hasta Texas. Causa serios daños a robles y castaños.